# Амистлан
Амистлан (исп. Amixtlán) — муниципалитет в Мексике, входит в штат Пуэбла.

## История
Город основан в 1895 году.